# Merlán (Palas de Rey)
Merlán (llamada oficialmente San Salvador de Merlán) es una parroquia y una aldea española del municipio de Palas de Rey, en la provincia de Lugo, Galicia.

## Otras denominaciones
La parroquia también es conocida por el nombre de O Salvador de Merlán.

## Organización territorial
La parroquia está formada por diecisiete entidades de población, constando dieciséis de ellas en el nomenclátor del Instituto Nacional de Estadística español:

### Entidades de población
Entidades de población que forman parte de la parroquia:
- A Uceira
- Casacamiño
- Castro das Seixas (O Castro das Seixas)
- Corno de Boi
- Ferradal (O Ferradal)
- Fonte da Uz (A Fonte da Uz)
- Hospital (O Hospital das Seixas)
- Merlán
- Pazo do Monte (O Pazo do Monte)
- Picaña (A Picaña)
- Porto do Carro (O Porto do Carro)
- Ribadal
- Seixas (As Seixas)
- Xacel
- Xermeade

### Despoblados
Despoblados que forman parte de la parroquia:
- A Lagoa
- A Penaloura

## Demografía

### Parroquia
| Gráfica de evolución demográfica de Merlán (parroquia) entre 2000 y 2020 |
|                                                                          |
| Datos según el nomenclátor publicado por el INE.                         |

### Aldea
| Gráfica de evolución demográfica de Merlán (aldea) entre 2000 y 2020 |
|                                                                      |
| Datos según el nomenclátor publicado por el INE.                     |